# Regne de l'Iraq
El regne de l'Iraq (àrab: المملكة العراقية, al-Mamlaka al-ʿIrāqiyya) va existir entre el 23 d'agost de 1921 i el 14 de juliol de 1958. Va estar sota mandat britànic del 1921 al 1932. El 14 de juliol de 1958 un cop d'estat militar va proclamar la república.

## Història
Els britànics van establir l'11 de novembre de 1920 un consell d'estat dirigit per Saiyid Abdul Rahman al-Haydari al-Gaylani que va actuar com a govern provisional àrab del territori iraquià sota mandat.
A la conferència del Caire (març de 1921) els britànics van decidir que Faysal ibn Husayn era un bon candidat pel tron de l'Iraq, on no obstant no gaudia de cap suport però tampoc tenia cap oposició. L'elecció fou confirmada pel consell d'estat o govern provisional i sotmesa a un referèndum, amb el 96% dels vots a favor. Faysal fou finalment coronat rei de l'Iraq (23 d'agost del 1921) assolint la direcció del govern nacional constitucional, democràtic i representatiu. Les relacions de l'Iraq amb la potència que exercia el mandat, la Gran Bretanya, foren regulats per diversos tractats. Faysal va tenir un paper moderador entre les exigències britàniques i el patriotisme nacional. El nomenament del sirià Sati al-Husri (el seu antic ministre d'educació a Damasc) com a director del ministeri d'Educació (ja que era partidari d'una unió Síria-Iraq), va crear oposició dins el país contra sirians i libanesos. Va provar d'imposar el servei militar universal i obligatori però no ho va aconseguir. El 1925 després de la revolta dels drusos a Síria, va aconsellar als francesos restablir el govern haiximita (representat per ell mateix) a Síria, però no fou escoltat. El tractat anglo-iraquià de 1930 que donava teòrica independència a l'Iraq però mantenia el control britànic, no fou del tot al seu gust però si va agradar als nacionalistes iraquians que el veien com un pas cap a la independència. Nominalment el 1932 Iraq va accedir a la independència i el rei va fer admetre a l'Iraq a la Societat de Nacions. El rei va morir el 8 de setembre de 1933 d'un atac de cor quan era a Suïssa. El va succeir el seu fill Ghazi I.
Ghazi era nacionalista i antibritànic i les tensions amb la Gran Bretanya, que tenia reservats alguns drets al país, es van iniciar tot seguit. El 30 d'octubre de 1936 va donar suport al general kurd Bakr Sidqi, comandant en cap de l'exèrcit, que va donar un cop d'estat enderrocant el govern civil de Yasin Pasha al-Hashimi (que governava des del 17 de març de 1935); avions militars van llençar octavetes cridant a la població a enderrocar a Yasin i portar al govern al antireformista Hikmat Sulayman que havia estat apartat del govern (i que tenia el suport del grup al-Ahali); les octavetes advertien que els militars marxarien cap a Bagdad si aquestes peticions no es complien. Jafar al-Askari, el ministre de defensa, va intentar dissuadir al general colpista però aquest el va fer matar. Yasin va dimitir i Hikmat Sulayman fou nomenat al seu lloc portant al poder als conservadors oposats a les reformes democràtiques. Encara que Hikmat era primer ministre el poder va quedar en mans del general. A l'agost l'enfrontament amb els assiris, que disposaven d'una milícia, va causar la matança de molts assiris i la fugida d'un terç de la població d'aquest poble fora d'Iraq. El general fou assassinat a Mossul, quan anava a Turquia, per un grup d'oficials nacionalistes (12 d'agost de 1937) en un segon cop d'estat; Hikmat va dimitir i el dia 17 fou nomenat primer ministre el general Jamil Bey al-Midfai. Ghazi va reclamar Kuwait com a part del seu regne (una emissora de ràdio al seu palau difonia aquesta reclamació) i es deia que tenia simpaties nacionalsocialistes. A més dels dos cops militars altres tres intents es van produir fins al 1939.
Gazi va morir en un accident d'automòbil (conduïa un cotxe de carreres) i es va sospitar que fou assassinat pel general, primer ministre i membre de la casa reial, Nuri Pasha al-Said 4 d'abril de 1939. El va succeir el seu únic fill Faisal II sota la regència del seu oncle Abdul Ilah. Un primer intent de cop d'estat el 1940 va fallar. L'1 d'abril de 1941 una revolta militar favorable als alemanys va portar a la regència a Sharaf ibn Rajih al-Fawwaz; el nou govern va decidir incomplir les obligacions del tractat amb Gran Bretanya de 1930, però les forces de la Legió Àrab de Transjordània, manada per oficials britànics, van ocupar Bagdad a finals de maig i van restaurar ràpidament la situació i l'1 de juny de 1941 Abdul Ilah tornava a la regència conforme a la constitució. El general Nuri al-Said, oncle del rei, es va erigir en home fort. El 1943 Iraq va declarar la guerra a les potències de l'Eix i el 1945 va ingressar a l'ONU i fou membre fundador de la Lliga d'Estats Àrabs. Després de la guerra es va autoritzar l'activitat de tots els partits polítics. El tractat anglo-britànic de 1948 que deixava en mans dels britànics algunes competències dins el país, va ser mal rebut pels partits nacionalistes i finalment diversos grups polítics van ser prohibits. Va arribar a la majoria d'edat el 2 de maig de 1953. L'oposició a la corona i al govern es va incrementar el 1955 amb la signatura del pacte de Bagdad, un sistema de defensa d'inspiració occidental, que va originar massives protestes al carrer reprimides amb molts morts que van deteriorar el paper de la corona. Els seus consellers principals eren el seu oncle Abdul Ilah i el també oncle i general Nuri al-Said (que va servir vuit vegades com a primer ministre, cinc de les quals amb Faisal II). Les coses anaven força bé en augmentar els ingressos pel petroli però la seva popularitat anava a la baixa. L'exemple de la revolució egípcia de 1952 va influir en els revolucionaris iraquians. El 1956 es van produir revoltes a Nadjaf i Hayy. L'afer del Canal de Suez amb la intervenció franco-britànica, sense cap reacció de l'Iraq, va exacerbar el nacionalisme àrab i la pressió per sortir del pacte de Bagdad. El febrer de 1957 l'oposició es va començar a coordinar en un Front Nacional Unit entre nacional demòcrates, independents, comunistes i el partit Baath; els militars hi eren propers i van formar el Comitè Suprem dels Oficials Lliures. Faisal va concedir als militars beneficis generosos esperant mantenir la seva lleialtat, però cada vegada més oficials passaven a l'oposició. L'1 de febrer de 1958 Síria i Egipte es van unir en la República Àrab Unida. El 14 de febrer es va anunciar la Federació Àrab formada per Jordània i Iraq amb Faisal com a cap d'estat. L'estiu Jordània va demanar ajut als iraquians en el conflicte del Líban; les unitats enviades a Jordània dirigides pel coronel Abdul Karim Qassim (Abd al-Karim Kasim) van optar per marxar contra Bagdad en lloc d'anar al seu destí i el 14 de juliol van donar el cop d'estat. La guàrdia reial va rebre ordes de no resistir i Faisal es va entregar, però fou executat pel capità Abdul Sattar Sabaa Al-Ibousi (que dirigia el grup que assaltava el palau) junt al príncep hereu Abd al-Ilah, la princesa Hiyam (dona de l'anterior), la princesa Nafeesa (mare d'Abd al-Ilah) i la princesa Abadiya (tia de Faisal). També fou executat el primer ministre Nuri al-Said en un altre lloc. La monarquia fou abolida, es va proclamar la república i es va establir un Consell Sobirà dels tres grups ètnics del país.